# Museo di Ennigaldi-Nanna
Il museo di Ennigaldi-Nanna è considerato il primo museo da alcuni storici, anche se questa è solo una ipotesi. Risale al 530 a.C. circa. Il curatore era la principessa Ennigaldi, figlia di Nabonide, ultimo re dell'Impero neo-babilonese. Si trovava nello stato di Ur, situato nell'odierno governatorato di Dhi Qar in Iraq, a circa 150 metri a sud-est della famosa Ziggurat di Ur.

## Storia
Quando gli archeologi hanno scavato alcune parti del palazzo e del complesso del tempio a Ur hanno stabilito che le decine di manufatti, disposti ordinatamente uno accanto all'altro, con età che differivano tra loro di alcuni secoli, erano in realtà pezzi da museo, dato che erano accompagnati da quelle che alla fine sono state definite "etichette da museo". Si trattava di tamburi cilindrici in argilla con etichette in tre lingue diverse. Il padre di Ennigaldi, Nabonidus, antiquario e restauratore di antichità, le insegnò ad apprezzare i manufatti antichi. Suo padre è conosciuto come il primo archeologo e la sua influenza portò Ennigaldi a creare il suo museo didattico dell'antichità.
L'area del palazzo che comprendeva il museo si trovava nell'antico edificio chiamato E-Gig-Par, dove si trovavano anche i suoi alloggi. L'area del palazzo comprendeva anche alcuni edifici secondari.

## Contenuto
Quando l'archeologo Leonard Woolley portò alla luce le rovine del museo, si scoprì che il suo contenuto era etichettato, utilizzando tavolette e tamburi di argilla. Molti dei reperti erano stati originariamente scavati da Nabonidus, il padre di Ennigaldi, e risalivano al XX secolo a.C. Alcuni di questi manufatti erano stati in precedenza raccolti da Nabucodonosor II. Si pensa che qualche reperto sia stato portato alla luce dalla stessa Ennigaldi. Gli oggetti avevano molti secoli di vita già all'epoca di Ennigaldi e provenivano dalle regioni meridionali della Mesopotamia.
Ennigaldi mise i manufatti in un tempio vicino al palazzo dove viveva. Utilizzò i pezzi del museo per spiegare la storia della zona e per interpretare gli aspetti materiali del patrimonio della sua dinastia.
Le "etichette da museo" (le più antiche conosciute dagli storici) degli oggetti rinvenuti nel museo erano costituite da cilindri di argilla con testi descrittivi in tre lingue diverse. Alcuni di questi manufatti erano:
- un kudurru, marcatore di confine Kassite (scolpito con un serpente ed emblemi di vari dei);
- parte di una statua di re Shulgi;
- un cono di argilla che aveva fatto parte di un edificio a Larsa[2].